# Wahan Bitschachtschjan
Wahan Wardani Bitschachtschjan (armenisch Վահան Վարդանի Բիչախչյան, engl. Transkription Vahan Vardani Bichakhchyan; * 9. Juli 1999 in Gjumri) ist ein armenischer Fußballspieler. Der offensive Mittelfeldspieler ist seit September 2020 armenischer Nationalspieler.

## Karriere

### Verein
Wahan Bitschachtschjan wurde im westarmenischen Gjumri geboren und ist der Sohn des einstigen Fußballspielers und heutigen ‑trainers Wardan Bitschachtschjan. Wahan entstammt der Nachwuchsabteilung des lokalen Vereins FC Schirak Gjumri, wo er im Verlauf der Saison 2015/16 erstmals in die erste Mannschaft befördert wurde. Sein Debüt in der höchsten armenischen Spielklasse gab er am 12. März 2016 (17. Spieltag) bei der 0:1-Heimniederlage gegen MIKA Aschtarak, als er in der 81. Spielminute für Arman Howhannisjan eingewechselt wurde. Im weiteren Verlauf der Spielzeit bestritt der Offensivspieler ein weiteres Ligaspiel.
Am 14. August 2016 (2. Spieltag) erzielte er im Heimspiel gegen den FC Ararat Jerewan nach seiner Einwechslung das entscheidende Tor zum 1:0-Sieg. In dieser Spielzeit 2016/17 etablierte er sich als Rotationsspieler in der Mannschaft der Sew Howasner und er beendete sie erfolgreich mit vier Toren und fünf Vorlagen in 22 Ligaeinsätzen. Drei Tage vor seinem 18. Geburtstag traf er beim 2:2-Unentschieden gegen den slowenischen Vertreter ND Gorica in der Qualifikation zur UEFA Europa League, wodurch er zum jüngsten Spieler wurde, der in diesem Wettbewerb in zwei aufeinanderfolgenden Jahren als Torschütze in Erscheinung trat.
Am 24. Juli 2017 wechselte Bitschachtschjan zum slowakischen Erstligisten MŠK Žilina, wo er einen Fünfjahresvertrag unterzeichnete. Bei seinem neuen Verein spielte er vorerst nur für die Reservemannschaft in der zweithöchsten slowakischen Spielklasse. Bereits in seinem ersten Ligaspiel für diese Auswahl am 30. Juli 2017 (1. Spieltag) beim 4:2-Heimsieg gegen Inter Bratislava konnte er einen Treffer erzielen. Sein Debüt in der ersten Mannschaft absolvierte er am 13. September 2017 beim 11:0-Pokalsieg gegen den ŠK Závažná Poruba. Nach guten Leistungen in der B-Mannschaft, wurde er ab dem Frühjahr 2018 als Einwechselspieler bei den Profis eingesetzt und kam so in der Spielzeit 2017/18 zu acht Ligaeinsätzen. Nachdem er die nächste Saison 2018/19 wieder in der Reserve begonnen hatte, zog er sich Anfang September 2018 eine schwere Knieverletzung zu, welche die Spielzeit für ihn vorzeitig beendete.
In der folgenden Saison 2019/20 kämpfte er sich langsam in die erste Mannschaft zurück, wurde aber erst zum Ende regelmäßig berücksichtigt. Am 28. Juni 2020 (3. Spieltag der Meisterrunde) erzielte er bei der 1:2-Auswärtsniederlage gegen den MFK Ružomberok sein erstes Tor in der höchsten slowakischen Spielklasse. Er kam in dieser Spielzeit in acht Ligapartien der Herren zum Einsatz, in denen ihm ein Treffer und eine Vorlage gelang. Parallel dazu erzielte er in 12 Ligaspielen fünf Tore für die Reserve.
Am ersten Spieltag (8. August 2020) der nächsten Saison 2020/21 erzielte er beim 4:0-Auswärtssieg gegen den FK Senica nach seiner Einwechslung einen Doppelpack. In den nächsten Ligaspielen startete er regelmäßig und schaffte es mit starken Leistungen zu überzeugen.

### Nationalmannschaft
Zwischen April 2016 und November 2017 bestritt Bitschachtschjan 18 Länderspiele für die armenische U19-Nationalmannschaft, in denen er sechs Tore erzielte. Im Juni 2017 war er erstmals für die U21 im Einsatz.
Am 8. September 2020 debütierte er beim 2:0-Heimsieg gegen Estland in der UEFA Nations League 2020/21 für die A-Nationalmannschaft, als er in der 64. Spielminute für Arschak Korjan eingewechselt wurde.

## Erfolge
FC Schirak Gjumri
- Armenischer Pokalsieger: 2016/17